# Paul Crokaert
Paul Gustave Corneille Crokaert (Brussel, 1 december 1875 - aldaar, 4 april 1955) was een Belgisch bestuurder en politicus voor het Katholiek Verbond van België.

## Levensloop
Crokaert promoveerde tot doctor in de rechten aan de Katholieke Universiteit Leuven. Hij werd directeur (1903-1925) van het Beknopt Verslag van de Kamer van volksvertegenwoordigers en advocaat in Brussel. Hij werd na 1920 stafhouder van de Brusselse balie en voorzitter van de Internationale Federatie van Advocaten.
Hij was ook actief in de Brusselse christelijke arbeidersbeweging. Hij reactiveerde de Brusselse centrale van sociale werken Patria (1926-1927). Tijdens de Eerste Wereldoorlog (1917-1918) was hij kabinetsmedewerker van Jules Renkin. Hij bekommerde zich in die periode om de middenstandsverenigingen en werd de eerste voorzitter van het Christelijk Middenstandsverbond van België (CMVB, 1935-1945). 
Hij werd verkozen tot katholiek senator (1929-1946) in het arrondissement Brussel, een mandaat dat hij tot in 1946 vervulde. Hij werd tevens korte tijd minister in een periode van zich snel opvolgende kabinetten: Minister van Koloniën (1931-1932) en van Landsverdediging (1932) in de regering-Renkin I en de regering-Renkin II.

## Publicaties
Crokaert publiceerde zowel literair en historisch, als politiek en juridisch werk.
- Amour et florins, Comédie en un acte et en prose, Brussel, 1897.
- Manuel du syndiqué chrétien, Ed. revue et augmentée." Gent, 1913.
- Un précurseur: le general Brialmont." Brussel-Parijs, 1917.
- La surprise. Les jours épiques de Liège, Brussel-Parijs, 1917.
- L'immortelle mêlée. Essai sur l'épopée militaire belge (1914), Parijs, 1919.
- Le contrat d'emploi. Travaux préparatoires et commentaire théorique et pratique de la loi du 17 aout 1922, Brussel, 1923.
- Brialmont, éloge et memoires, avant-propos de M. Paul Hymans, Brussel, 1925.
- La charte du propriétaire d'appartement d'apres la loi du 8 juillet 1924 sur la copropriété, Brussel, 1926.
- Brialmont, Brussel, 1928.
- La réforme de l'Etat. Problemes d'aujourd'hui et de demain, Leuven, 1933.
- Le verdict de Dinant. Texte intégral du discours de Dinant, Leuven, 1933.
- La défense de la Belgique, in: La Revue belge, 01/02/1933.